# Tokushima Vortis
Maillots
Actualités
Le Tokushima Vortis (徳島ヴォルティス) est un club japonais de football basé à Tokushima, capitale de la préfecture du même nom. Le club évolue en J.League 2.

## Historique
Fondé en 1955 sous le nom d'Otsuka Pharmaceutical Soccer Club. Rebaptisé Vortis Tokushima en 1995. Il est devenu le nom actuel de l'équipe en 2005 et a rejoint la J. League 2 la même année.
Vortis est un mot dérivé de « VORTICE » qui signifie « vortex » en italien. Avec la puissance, la vitesse et la cohésion des tourbillons de Naruto, le sentiment d'impliquer le public dans un tourbillon d'excitation est inclus. L'emblème est inspiré de la belle nature de Tokushima, et le bain à remous et le logo expriment l'esprit d'équipe tourbillonnant de vitesse et de puissance. La silhouette de la montagne reflétée à la surface de l'eau dessine une ligne en V.
Mise à part en 2014 ou le club participe en J.League 1 (relégué la même saison), depuis 2005 le club reste en J.League 2 jusqu'en 2020 où ils sont champions de J.League 2 avant d'être relégué la saison d'après.

## Palmarès
| Compétitions nationales                            | Compétitions internationales |
| - Championnat du Japon de D2 (1) - Champion : 2020 | - Néant                      |

## Joueurs et personnalités du club

### Entraîneurs
Le tableau suivant présente la liste des entraîneurs du club depuis 1988.
| Rang | Nom              | Période   |
| ---- | ---------------- | --------- |
| 1    | Kunio Yamade     | 1988-1992 |
| 2    | Hajime Ishii     | 1993-1995 |
| 3    | Edson Porto (pt) | 1996-1998 |

| Rang | Nom               | Période   |
| ---- | ----------------- | --------- |
| 4    | Shinji Tanaka     | 1999-2006 |
| 5    | Yutaka Azuma (en) | 2006      |
| 6    | Masataka Imai     | 2007      |

| Rang | Nom                    | Période   |
| ---- | ---------------------- | --------- |
| 7    | Naohiko Minobe         | 2008-2011 |
| 8    | Shinji Kobayashi       | 2012-2015 |
| 9    | Hiroaki Nagashima (en) | 2016      |

| Rang | Nom               | Période   |
| ---- | ----------------- | --------- |
| 10   | Ricardo Rodríguez | 2016-2021 |
| 11   | Dani Poyatos      | 2021-     |

### Joueurs emblématiques
- Yoichiro Kakitani
- Daiki Niwa
- Daisuke Saito
- Ri Yong-jik
- Tang Yaodong
- Wang Baoshan
- Alex
- Andrezinho
- Da Silva
- Jun Marques Davidson
- Adriano
- Carlinhos Paraíba
- Wellington Silva
- Juan Estiven Vélez
- Seydou Doumbia
- Achille Emana
- Diego

### Effectif actuel
Mise à jour le 4 janvier 2022.
| N° | Nat.                  | Poste | Nom du joueur        |
| -- | --------------------- | ----- | -------------------- |
| 2  | Drapeau du Japon      | D     | Taiki Tamukai        |
| 3  | Drapeau de la Serbie  | D     | Dušan Cvetinović     |
| 4  | Drapeau du Brésil     | D     | Diego                |
| 5  | Drapeau du Japon      | D     | Hidenori Ishii       |
| 6  | Drapeau du Japon      | M     | Kohei Uchida         |
| 7  | Drapeau du Japon      | M     | Yudai Konishi        |
| 8  | Drapeau du Japon      | M     | Ken Iwao (capitaine) |
| 9  | Drapeau de la Norvège | A     | Mushaga Bakenga      |
| 10 | Drapeau du Japon      | M     | Masaki Watai         |
| 11 | Drapeau du Japon      | A     | Taisei Miyashiro     |
| 13 | Drapeau du Japon      | M     | Joel Chima Fujita    |
| 14 | Drapeau du Brésil     | D     | Cacá                 |
| 15 | Drapeau du Japon      | M     | Takeru Kishimoto     |
| 16 | Drapeau du Japon      | D     | Daisei Suzuki        |
| 17 | Drapeau du Japon      | A     | Kazunari Ichimi      |
| 18 | Drapeau du Japon      | A     | Akihiro Sato         |
| 19 | Drapeau du Japon      | A     | Yuki Kakita          |

| No. | Nat.             | Position | Nom du joueur         |
| --- | ---------------- | -------- | --------------------- |
| 20  | Drapeau du Japon | D        | Shota Fukuoka         |
| 21  | Drapeau du Japon | G        | Naoto Kamifukumoto    |
| 22  | Drapeau du Japon | M        | Seiya Fujita          |
| 23  | Drapeau du Japon | M        | Tokuma Suzuki         |
| 24  | Drapeau du Japon | M        | Kazuki Nishiya        |
| 27  | Drapeau du Japon | D        | Noriki Fuke           |
| 29  | Drapeau du Japon | G        | Koki Matsuzawa        |
| 31  | Drapeau du Japon | G        | Toru Hasegawa         |
| 32  | Drapeau du Japon | M        | Hiroshi Omori         |
| 33  | Drapeau du Japon | M        | Shiryu Fujiwara       |
| 34  | Drapeau du Japon | M        | Chie Edoojon Kawakami |
| 35  | Drapeau du Japon | D        | Kodai Mori            |
| 37  | Drapeau du Japon | M        | Akira Hamashita       |
| 39  | Drapeau du Japon | A        | Taiyo Nishino         |
| 40  | Drapeau du Japon | G        | Naoki Goto            |
| 45  | Drapeau du Japon | M        | Koki Sugimori         |

## Bilan saison par saison
Ce tableau présente les résultats par saison du Tokushima Vortis dans les diverses compétitions nationales et internationales depuis la saison 2005.
| Saison | Championnat | Championnat | Championnat | Championnat | Championnat | Championnat | Championnat | Championnat | Championnat | Championnat | Coupe du Japon | Coupe de la Ligue |
| Saison | Division    | Pos         | Pts         | J           | V           | N           | D           | BP          | BC          | Diff.       | Coupe du Japon | Coupe de la Ligue |
| ------ | ----------- | ----------- | ----------- | ----------- | ----------- | ----------- | ----------- | ----------- | ----------- | ----------- | -------------- | ----------------- |
| 2005   | J2 League   | 9e          | 52          | 44          | 12          | 16          | 16          | 60          | 76          | -16         | 4e tour        | -                 |
| 2006   | J2 League   | 13e         | 35          | 48          | 8           | 11          | 29          | 43          | 92          | -49         | 4e tour        | -                 |
| 2007   | J2 League   | 13e         | 33          | 48          | 6           | 15          | 27          | 31          | 67          | -36         | 4e tour        | -                 |
| 2008   | J2 League   | 15e         | 29          | 42          | 7           | 8           | 27          | 40          | 72          | -32         | 3e tour        | -                 |
| 2009   | J2 League   | 9e          | 72          | 51          | 19          | 15          | 17          | 67          | 52          | +15         | 2e tour        | -                 |
| 2010   | J2 League   | 8e          | 51          | 36          | 15          | 6           | 15          | 51          | 47          | +4          | 3e tour        | -                 |
| 2011   | J2 League   | 4e          | 65          | 38          | 19          | 8           | 11          | 51          | 38          | +13         | 2e tour        | -                 |
| 2012   | J2 League   | 15e         | 51          | 42          | 13          | 12          | 17          | 45          | 49          | -4          | 3e tour        | -                 |
| 2013   | J2 League   | 4e          | 67          | 42          | 20          | 7           | 15          | 56          | 51          | +5          | 2e tour        | -                 |
| 2014   | J1 League   | 18e         | 14          | 34          | 3           | 5           | 26          | 16          | 74          | -58         | 3e tour        | Phase de groupe   |
| 2015   | J2 League   | 14e         | 53          | 42          | 13          | 14          | 15          | 35          | 44          | -9          | 4e tour        | -                 |
| 2016   | J2 League   | 9e          | 57          | 42          | 16          | 9           | 17          | 46          | 42          | +4          | 3e tour        | -                 |
| 2017   | J2 League   | 7e          | 67          | 42          | 18          | 13          | 11          | 71          | 45          | +26         | 2e tour        | -                 |
| 2018   | J2 League   | 11e         | 56          | 42          | 16          | 8           | 18          | 48          | 42          | +6          | 3e tour        | -                 |
| 2019   | J2 League   | 4e          | 73          | 42          | 21          | 10          | 11          | 67          | 45          | +22         | 3e tour        | -                 |
| 2020   | J2 League   | 1er         | 84          | 42          | 25          | 9           | 8           | 67          | 33          | +34         | Demi-finales   | -                 |
| 2021   | J1 League   | 17e         | 36          | 38          | 10          | 6           | 22          | 34          | 55          | -21         | 3e tour        | Phase de groupe   |
| 2022   | J2 League   | 8e          | 62          | 42          | 13          | 23          | 6           | 48          | 35          | +13         | 3e tour        | Phase de groupe   |
| 2023   | J2 League   | 15e         | 49          | 42          | 10          | 19          | 13          | 43          | 53          | -10         | 3e tour        | -                 |
| 2024   | J2 League   | 8e          | 55          | 38          | 16          | 7           | 15          | 42          | 44          | -2          | 3e tour        | 1er tour          |
| Saison | Division    | Pos         | Pts         | J           | V           | N           | D           | BP          | BC          | Diff.       | Coupe du Japon | Coupe de la Ligue |
| Saison | Championnat |             |             |             |             |             |             |             |             |             | Coupe du Japon | Coupe de la Ligue |